# Patinatiella uncinata
Patinatiella uncinata är en mångfotingart som först beskrevs av Carl Oscar von Porat 1894.  Patinatiella uncinata ingår i släktet Patinatiella och familjen Odontopygidae. Inga underarter finns listade i Catalogue of Life.